# Bãi Suối Ngà
Bãi Suối Ngà là một rạn san hô vòng thuộc cụm Bình Nguyên của quần đảo Trường Sa. Rạn vòng này nằm cách đá Suối Ngọc 26 hải lý (48,2 km) về phía đông.
Bãi Suối Ngà là đối tượng tranh chấp giữa Việt Nam, Đài Loan, Philippines và Trung Quốc. Hiện chưa rõ nước nào kiểm soát rạn vòng này.
- Tên gọi: bãi Suối Ngà; tiếng Anh: First Thomas Shoal; tiếng Filipino: Bulig;[3] tiếng Trung: 信义礁; bính âm: Xìnyì jiāo; Hán-Việt: Tín Nghĩa tiêu.
- Đặc điểm: có chiều dài tính từ đông sang tây là 3,8 hải lý (7 km).[2] Vành đá san hô nổi trên mặt nước nên giúp định hình một vụng biển nông. Tổng diện tích của rạn vòng là 11 km².[4]